# Bredmossen (naturreservat, Avesta kommun)
För andra betydelser, se Bredmossen.
Bredmossen är ett naturreservat i Avesta kommun i Dalarnas län. Området forstätter söder om länsgränsen då som Bredmossen (naturreservat, Norbergs kommun)
Området är naturskyddat sedan 1996 och är 48 hektar stort. Reservatet består av en högmosse som omges av kärr. 